# James Bulger
James Joseph Bulger Jr. (AFI: [ˈbʌldʒər]), soprannominato Whitey (Boston, 3 settembre 1929 – Hazelton, 30 ottobre 2018) è stato un mafioso statunitense.
Ricercato per molti anni, insieme al suo braccio destro Stephen Flemmi, Bulger è stato uno degli ultimi leader della Winter Hill Gang, una potente e temuta organizzazione criminale irlandese-americana operante  in particolar modo nel suo stato natio del Massachusetts e che sotto la sua egida raggiunse l'apogeo, divenendo una delle più potenti e pericolose degli Stati Uniti fra gli anni settanta e i primi anni 2000. James Bulger era il fratello di William Michael Bulger, un uomo politico che divenne presidente del senato dello stato del Massachusetts, poi presidente dell'Università del Massachusetts. 
Il 19 agosto del 1999, Bulger fu dichiarato il 458º criminale più ricercato dall'FBI con l'accusa, secondo la cosiddetta legge RICO, di racket, estorsione, traffico d'armi e di stupefacenti, riciclaggio di denaro, sfruttamento della prostituzione, frode, corruzione e omicidio (di quelli accertati se ne contano, tra quelli eseguiti di persona e quelli semplicemente ordinati a suoi sottoposti, ben 19).  Inoltre, nell'ottobre del 2007, l'Interpol lo dichiarò il secondo uomo più ricercato dall'FBI, dopo Osama bin Laden. Il 22 giugno 2011 venne catturato insieme alla compagna Catherine Greig in un appartamento di Santa Monica, California, dove i due avevano vissuto per quindici anni sotto i nomi di Charles e Carol Gasko.
Benché da lui sempre negato con assoluta fermezza, nel 1997, tramite indagini interne del Dipartimento della giustizia degli Stati Uniti, emerse che egli, insieme al compare Flemmi, era stato un informatore abituale dell’FBI dal 1975, con lo scopo di sgominare radicalmente la rivale di sempre della sua organizzazione, la famiglia Patriarca, con cui la sua banda si contese l'egemonia sull'area metropolitana di Boston tra gli anni sessanta e settanta; in pratica pare che Bulger avesse stretto un accordo con alcuni dei vertici dell'FBI dove, in cambio d'una sostanziale impunità riservata dal Bureau nei confronti suoi e dei suoi sodali, egli s'impegnava a offrire informazioni vitali riguardanti i suoi rivali, anch'essi nel mirino dei federali. Tutto ciò, unitamente alla vasta rete di corruzione imbastita da Bulger nelle file delle forze dell'ordine statunitensi locali e federali e la pubblicazione dei dossier su varie operazioni d'arresto, causò non poco imbarazzo alle agenzie governative coinvolte, soprattutto l'FBI.

## Biografia

### I primi anni
Bulger nacque a Dorchester, un quartiere di Boston (nel Massachusetts), il 3 settembre del 1929, figlio di James Joseph Bulger Sr., uno scaricatore di porto e spacciatore canadese originario di Harbour Grace (nella provincia di Terranova e Labrador), descritto come un onesto lavoratore rispettato da tutti, e di Jane Veronica McCarthy, detta "Jean", una casalinga statunitense, figlia di immigrati irlandesi.
Primogenito di cinque figli, Bulger crebbe con la famiglia presso un complesso di edilizia pubblica chiamato Old Harbor, noto anche come Mary Ellen McCormick projects, in una situazione di forte ristrettezza economica. Frequentò la scuola parrocchiale di San Marco (St. Mark's parochial school) a Dorchester, poi si trasferì alla scuola di Santa Margherita (St. Margaret's school), dove in seguito riferì di aver subito abusi sessuali. Le memorie di suo fratello William, ex-senatore dello stato del Massachusetts lo descrivono come un bambino introverso, ma al tempo stesso affettuoso. All'età di dieci anni, nel 1939, James scappò di casa per unirsi a un circo.
James Bulger fu arrestato la prima volta nel 1943, all'età di 14 anni, per furto. Seguì poi un'accusa di aggressione e rapina a mano armata. In questo periodo faceva parte di una gang minorile nota come I Trifogli (The Shamrocks). Dal 1943 al 1947, Bulger fu nuovamente arrestato per svariati reati tra cui furti, falsificazioni, rapine a mano armata, ecc. Per tutti questi crimini fu recluso in un carcere minorile, dove rimase fino al 1948. Dopo la liberazione in aprile, Bulger si arruolò nell'aeronautica militare statunitense.

Dopo avere completato gli addestramenti, fu destinato alla base militare sul fiume Smoky Hill, a Salina, Kansas e più tardi nell'Idaho. Approfittò di questo periodo per commettere ulteriori crimini. Nel 1950 fu arrestato per assenza ingiustificata (AWOL). Il 16 agosto 1952, fu congedato e ritornò nel Massachusetts.

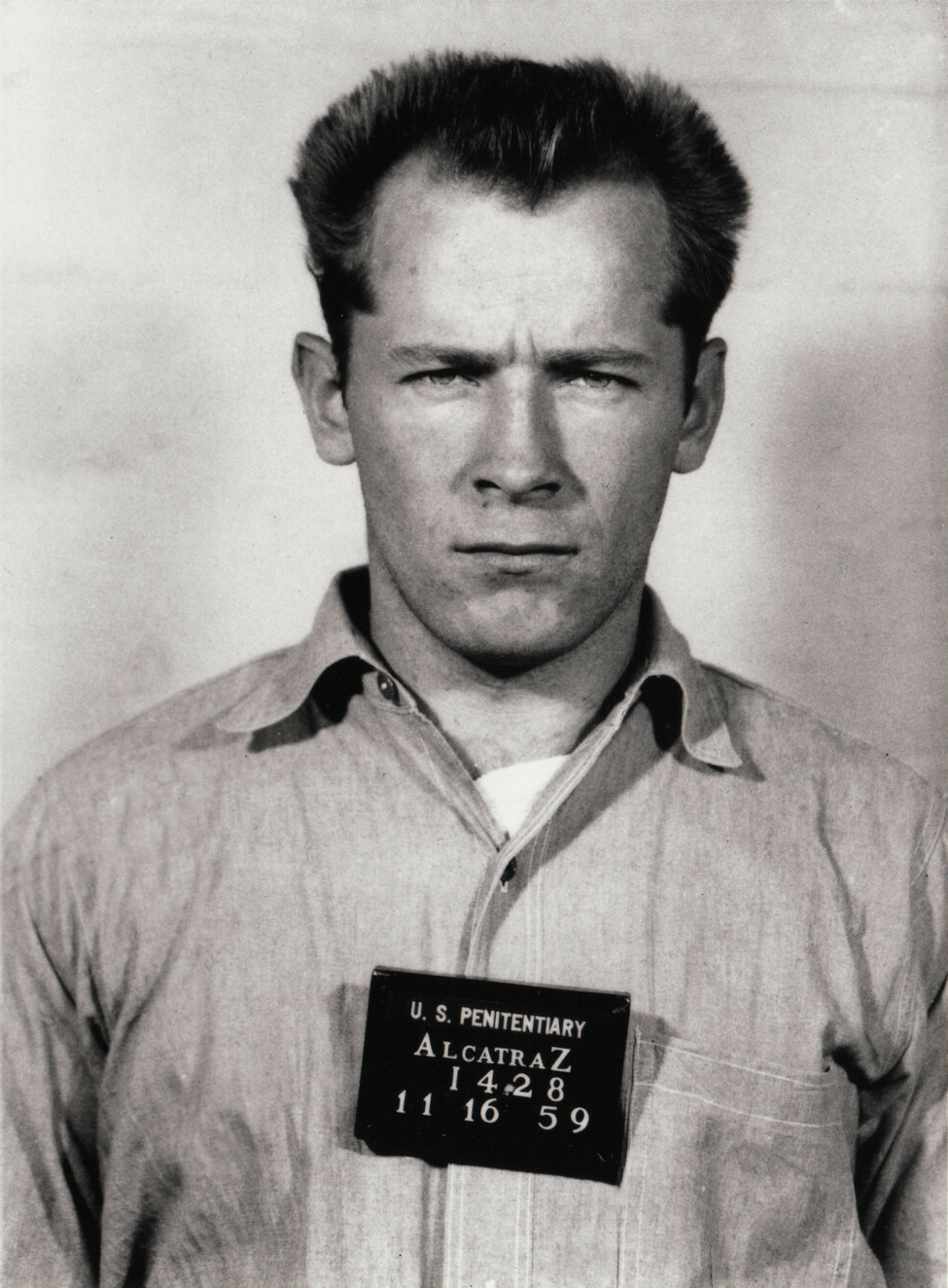
Foto segnaletica di Bulger ad Alcatraz nel 1959

### Prima carriera e prigione
Dopo essere ritornato a Boston, Bulger ritornò presto alle sue vecchie attività. Nel 1952 fu coinvolto nella rapina di un autocarro che trasportava liquori. Nel 1955 si unì a una banda che assaltò varie banche del Rhode Island e dell'Indiana. Bulger venne catturato nel marzo 1956 e condannato a 25 anni di prigione.

### In prigione
Bulger scontò la sua condanna al penitenziario di Atlanta, non solo per le sue numerose rapine, ma anche per il dirottamento di un autotreno. Secondo il malfattore Kevin Weeks, Bulger, in realtà, sarebbe stato coinvolto nel programma del Progetto MKULTRA. Si ritiene che durante gli anni di prigionia Bulger abbia assunto stupefacenti forniti dalla CIA che gli avrebbero procurato frequenti insonnie, incubi orribili e allucinazioni.
Fu poi trasferito sull'Isola di Alcatraz, dove rimase per tre anni. Bulger arrivò ad Alcatraz il 2 novembre 1959, come prigioniero n. AZ1428. Lì conobbe il detenuto Clarence Carnes, alias "The Choctaw Kid" (Il ragazzino choctaw), di cui divenne amico. Bulger lasciò Alcatraz nel novembre 1962, per essere trasferito al penitenziario di Leavenworth (Kansas) (dal 1962 al 1963) e poi al penitenziario di Lewisburg (Pennsylvania) (dal 1963 al 1965); fu rilasciato dopo nove anni di prigione.

### La Killeen Gang
Dopo la scarcerazione, Bulger lavorò come custode, prima di diventare uno degli uomini di Donald Killeen, capo-famiglia mafioso di Boston. Nel 1971 scoppiò un conflitto tra la banda di Killeen e quella di Mickie Dwyer, vice-capo della Mullen Gang. Fu una guerra che coinvolse tutta Boston e terminò con la sconfitta della Mullen Gang.
Bulger, successivamente, decise di lasciare la Killen Gang, per unirsi a una nuova banda, la Winter Hill Gang, divenendo in seguito leader della banda stessa, dopo l'assassinio di James McLean. Presto scoppiò una nuova guerra proprio contro la Killen Gang, e Bulger assassinò di persona tutti i più potenti esponenti della sua ex banda. Donald Killeen, rimasto ormai senza alleati, fuggì da Boston rifugiandosi a Framingham, Massachusetts, dove fu ucciso da Bulger il 13 maggio 1972.
Patrick Nee e Paul McGonagle, capi della Mullen Gang, dichiararono guerra contro la nuova banda di Bulger, arruolando a tal fine un nuovo membro, scappato dalla Winter Hill Gang, Jimmy Mantville e alcuni ex rivali della Killen Gang. Nonostante la vittoria di Bulger, il quale controllò in seguito tutta la parte meridionale di Boston, sia lui sia Nee abbandonarono poi la città, per timore reciproco. Nee, nel frattempo si alleò con il capo mafioso italo-americano Joe Russo detto "Il Malfattore".

### La Winter Hill Gang
Nel 1972, con l'aiuto di Howie Carr, Bulger divenne uno degli uomini più temuti di Boston e controllava tutta la città. Riuscì a sottrarre un locale di giochi d'azzardo e tutte le proprietà al capo mafioso rivale Indian Joe Notarangeli. Si dice anche che tutti i membri di Notarangeli si fossero convertiti alla Winter Hill Gang, con l'eccezione di due che avrebbero tentato, invano, una fuga e che sarebbero poi stati uccisi. Si dice inoltre che Notarangeli sia poi stato ucciso da Al Plummer, divenuto membro della banda di Bulger.
Nel 1973 Bulger cominciò a usare metodi pesanti per sbarazzarsi della Mullen Gang, ad esempio uccidendo Spike O'Toole, servendosi di Johnny Martorano. Il veterano Paul McGonagle, nel novembre 1974, venne colpito alla testa da uno sparo di Bulger e seppellito in una fossa nella spiaggia di Tenean Beach a Boston; si presume che McGonagle avesse un coinvolgimento diretto con l'assassinio di alleati di Bulger: Eddie Connors, nel gennaio 1974, Tommy King e Buddy Leonard, nel novembre 1975. Verso la fine del 1975 - come si è saputo nel 1997 a seguito delle dichiarazioni del Dipartimento della Giustizia degli Stati Uniti - grazie a sue collaborazioni con l'FBI, riuscì a mandare tutti i suoi avversari in prigione. Bulger portò avanti il suo potere, mediante traffici di narcotici, marijuana, cocaina, ecc. e limitando le pressioni delle bande rivali, fino agli inizi degli anni novanta.

### La caduta

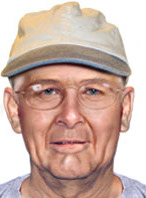
Progressione d'età di Bulger, fatta digitalmente nel 2004, per il suo arresto

Nell'aprile del 1994 le forze dell'ordine di Boston bloccarono definitivamente i commerci illegali di Bulger e chiusero le sue sale di giochi d'azzardo; fu dichiarata, di conseguenza, caccia aperta nei confronti di Bulger.

### Fuggitivo
Si ritiene che John Connolly abbia informato Bulger delle accuse da parte dell'FBI; pertanto Bulger abbandonò Boston il 23 dicembre 1994, accompagnato dalla sua momentanea convivente, Theresa Stanley. Nel gennaio 1995 Bulger era intenzionato a ritornare a Boston, credendo che le operazioni di ricerca fossero state sospese, ma Stephen Flemmi e il fratello Michael nel frattempo furono arrestati. Bulger e Theresa Stanley passarono perciò le settimane successive in viaggio tra New York, Los Angeles e San Francisco.
Il 17 novembre 1999 fu dichiarato che la Winter Hill Gang era stata definitivamente sciolta dalla polizia del Massachusetts, con l'arresto degli ultimi membri rimasti.
James J. Bulger è stato fra i primi dieci più ricercati sull'elenco dell'FBI e su di lui pendeva una taglia pari a due milioni di dollari. L'ultimo avvistamento di Bulger prima della cattura del 2011 avvenne nel 2002 a Londra e poi in Uruguay. Nell'aprile del 2007 vi fu un presunto avvistamento anche in Italia, presso Taormina, in Sicilia, e sull'autostrada Milano Torino, oltre che a Villanovaforru, Siena, Agrigento e Portofino (anche se quest'ultimi risalgono in realtà ad anni precedenti), dopodiché sarebbe di nuovo stato avvistato nel Regno Unito. 
Nel 2010 invece vi fu un presunto avvistamento a Victoria in Canada.

### Cattura e condanna

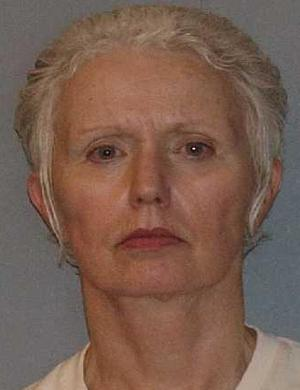
Catherine E. Greig, compagna di Bulger

Il 22 giugno 2011 finirono i suoi 17 anni di latitanza; gli agenti dell'FBI lo catturarono in un condominio a Santa Monica insieme alla sua storica compagna Catherine Greig. All'interno dell'appartamento, le forze dell'ordine trovarono trenta armi, più di 822 000 dollari in contanti, gran parte dei quali nascosti nelle pareti. Fu arrestata anche la Greig, che nel marzo 2012 si è dichiarata colpevole di cospirazione per aver ospitato un fuggitivo e cospirazione per frode di identità. Nel giugno 2012 è stata condannata a otto anni di prigione.
La selezione della giuria nel processo di Bulger iniziò ai primi di giugno del 2013. Bulger era imputato di riciclaggio, estorsione, spaccio di droga, corruzione di agenti dell'FBI e verso altri funzionari di polizia e la partecipazione a 19 omicidi. È stato anche accusato di racket federale con l'accusa di gestione di un'impresa criminale dal 1972 al 2000. Il 12 agosto 2013, dopo un processo di due mesi e una discussione di cinque giorni, una giuria di otto uomini e quattro donne ha dichiarato Bulger colpevole di 31 capi d'accusa, tra racket federale, estorsione, associazione a delinquere e 11 dei 19 omicidi, mentre lo ha assolto per 7 omicidi e non ha potuto raggiungere un verdetto su un omicidio.
Bulger venne condannato a due ergastoli più cinque anni di carcere il 13 novembre 2013. Secondo il Chicago Tribune, durante la lettura della condanna, Bulger udì quello che il giudice distrettuale Denise Casper disse e cioè che "La portata, l'insensibilità, la depravazione dei suoi crimini sono quasi insondabili".
Il 29 giugno 2015, in una lettera scritta in prigione e rivolta a tre studentesse dell'Apponequet Regional High School (situata a Lakesville in Massachusetts), intenzionate a intervistarlo per un progetto di storia, espresse il proprio pentimento per le gravi azioni da lui commesse nel corso della sua vita scrivendo di "aver sprecato e speso la sua vita scioccamente, e di aver portato vergogna e sofferenza ai suoi genitori e ai suoi fratelli e che essa finirà presto", oltre al fatto di aver preso la cattiva strada e di sapere per certo che "se si vuole far pagare il crimine bisogna andare alla scuola di legge". Tuttavia, Patricia Donahue (moglie di una delle vittime del boss di origini irlandesi) espresse le sue perplessità sul pentimento di Bulger in quanto, secondo lei, da quanto si evince nella lettera Bulger si è pentito solamente di aver fatto soffrire la sua famiglia e non per i suoi crimini.
Il 30 ottobre 2018 fu assassinato nel carcere federale di Hazelton, nella Contea di Preston. Le autorità carcerarie hanno dichiarato di sospettare di omicidio il compagno di cella, ritenuto un soggetto molto vicino agli ambienti di Cosa Nostra americana. Bulger, deceduto all'età di 89 anni, è stato sepolto nel cimitero di San Giuseppe a West Roxbury, Massachusetts.

## Nei media
- Black Mass - L'ultimo gangster (Black Mass), regia di Scott Cooper (2015), film in cui fu interpretato da Johnny Depp.[24]